# Conus abbreviatus
Conus abbreviatus é uma espécie de gastrópode do gênero Conus, pertencente à família Conidae.